# Hinkey Haines

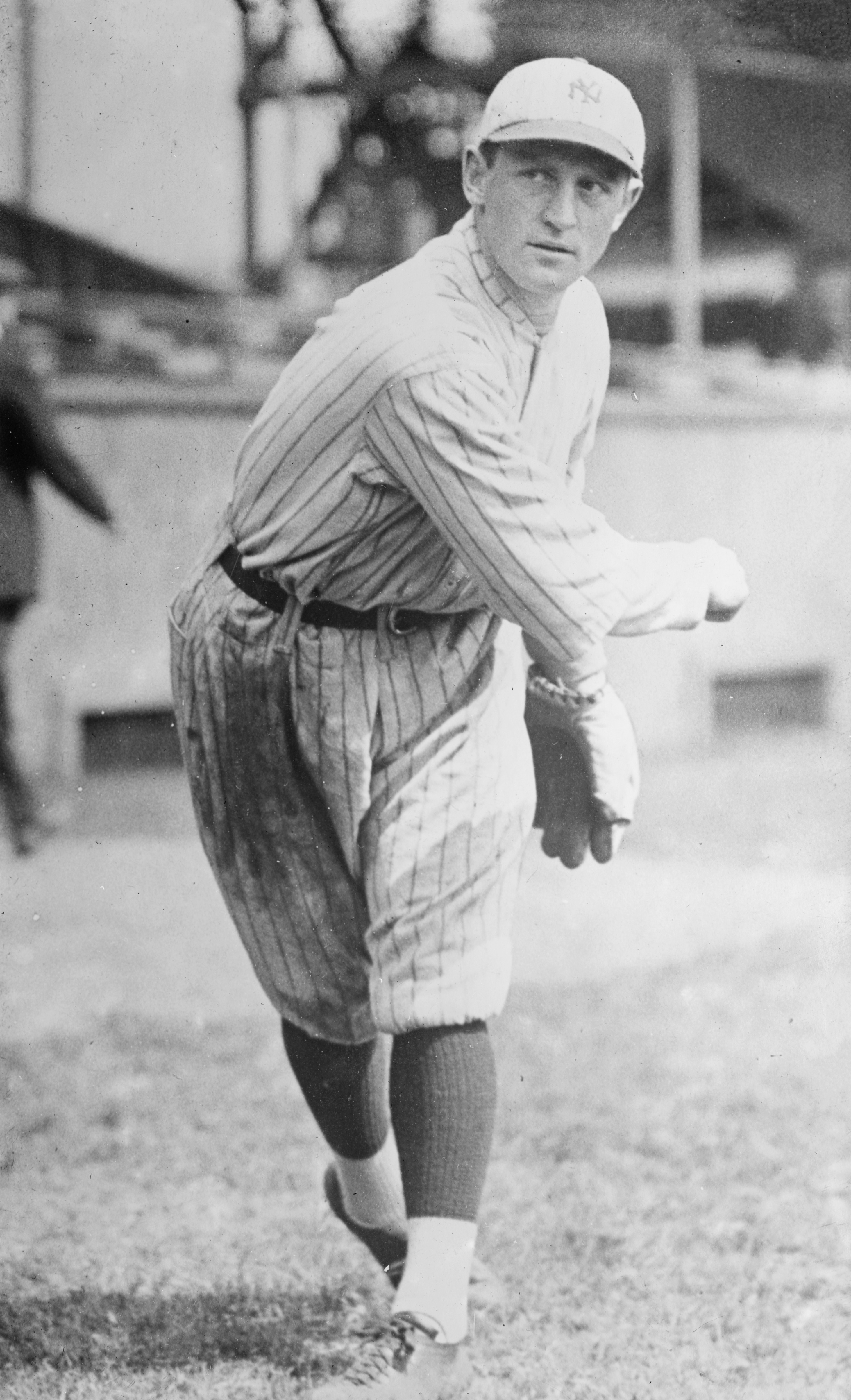
Hinkey Haines em 1923

Hinkey Haines foi um jogador de futebol americano estadunidense que foi campeão da Temporada de 1927 da National Football League jogando pelo New York Giants.